# Un avvocato per papà
Un avvocato per papà (Geküsst wird vor Gericht) è un film del 2006 diretto da Zoltan Spirandelli.

## Trama
Herbert Windscheid è un grande avvocato divorzista, vedovo da quattro anni con quattro figli, Benny, Janina, Micha e Kirsten. Herbert decide di trovare una nuova compagna e una buona madre per i suoi figli: conosce così Felicita, che però in realtà non ama i bambini.
Per evitare il matrimonio tra i due, i ragazzi chiedono aiuto a Sabina Brenner, altro avvocato divorzista, che inizialmente esita, ma alla fine accetta di aiutare i quattro. Scoprono così che Felicita aveva già in passato sposato diversi uomini solo per soldi e potere e quindi ritengono che lei stia per sposare il padre per lo stesso motivo. Raccolgono così diverse prove contro Felicita, ma quando il processo contro Herbert ha luogo, le prove vengono distrutte perché erano state raccolte in maniera illecita, ossia per violazione della privacy. Sabina si dimette da avvocato, ma Herbert, in qualità di avvocato e imputato, ammette la colpevolezza di Felicita.